# 胡戈·温克勒
胡戈·温克勒（英語：Hugo Winckler；1863年7月4日—1913年4月19日）德国考古学家和历史学家，他在土耳其波阿兹卡雷发现了赫梯帝国的首都哈图沙。作为古代中东语言的研究者，他广泛撰写了有关亚述楔形文字和旧约的文章，编纂了一部巴比伦和亚述的历史，该书于1891年出版，并翻译了《汉谟拉比法典》和阿马尔纳文书。1904 年，他被任命为柏林大学东方语言教授。